# Ramayana

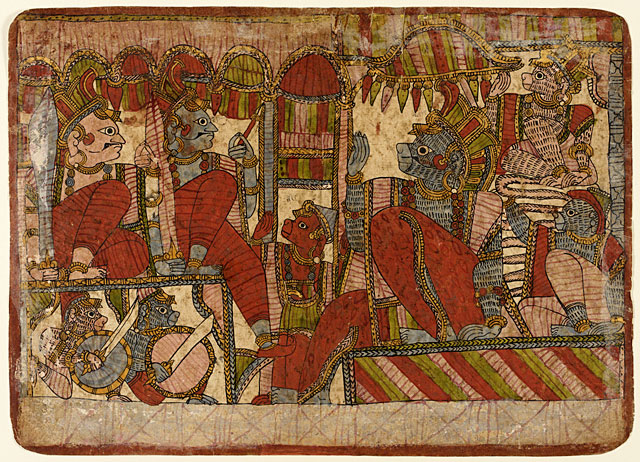
Escena del Ramayana: Rama parlamentant amb el rei mico

El Ramayana és el text sagrat de l'hinduisme i una de les fites de la literatura oriental. És un poema èpic sànscrit de l'antiga Índia, un dels dos més importants de l'hinduisme, conegut com a Itihasas (història), l'altre és el Mahābhārata. És una epopeia, tradicionalment atribuïda al Maharishi Valmiki, que narra la vida de Rama, un príncep llegendari d'Ayodhya al regne de Kosala. El text segueix el seu exili de catorze anys al bosc impulsat pel seu pare, el rei Dasharatha, a petició de la madrastra de Rama, Kaikeyi; els seus viatges pels boscos del subcontinent indi amb la seva dona Sita i el seu germà Lakshmana, el segrest de Sita per Ravana, el rei de Lanka, que va resultar en una guerra; i el retorn eventual de Rama a Ayodhya juntament amb Sita per ser coronat rei enmig de júbil i celebració.
Les estimacions dels estudiosos per datar els fragments més antics del text van dels segles VIII al IV aC, i etapes posteriors que s'estenen fins al segle iii, encara que es desconeix la data original de composició. És una de les epopeies antigues més extenses de la literatura mundial i consta de prop de 24.000 versos (la majoria ambientats al metre Shloka / Anustubh), dividits en set Khanda (parts) on la primera i la setena són addicions posteriors. Pertany al gènere d'Itihasa, narracions d'esdeveniments passats (purāvṛtta), intercalades amb ensenyaments sobre els objectius de la vida humana en l'hinduisme.
Hi ha moltes versions del Ramayana en llengües índies, a més de les adaptacions budistes, sikhs i jainistes. També hi ha versions de la història cambodjana (Reamker), indonèsia, filipina, tailandesa (Ramakien), laosiana, birmana i malaia.
El Ramayana va tenir una influència important en la poesia sànscrita posterior i en la vida i la cultura hindú, i els seus personatges principals van ser fonamentals per a la consciència cultural d'una sèrie de nacions, tant hindús com budistes. La seva influència moral més rellevant va ser la importància de la virtut, en la vida d'un ciutadà i en els ideals de formació d'un estat o d'una societat.

## Etimologia
El nom Rāmāyaṇa es compon de dues paraules, Rāma i ayaṇa. Rāma és el nom del personatge principal de l'èpica i té dos significats contextuals. A l'Atharvaveda significa "fosc, de color fosc, negre" i està relacionat amb la paraula rātri que significa "foscor o quietud de la nit". L'altre significat, que es pot trobar al Mahabharata, és "agradable, encantador, bonic". La paraula ayana significa viatge. Així, Rāmāyaṇa significa "el viatge de Rama", amb les darreres lletres alterades a causa de la regla gramatical sànscrita del sandhi intern.

## Estructura
En la seva forma actual, el Ramayana de Valmiki és un poema èpic d'uns 24.000 versos, dividit en set kāṇḍas o volums, i estructurat en unes 500 sargues o capítols.
- Bala Kanda: naixement de Rama, primers prodigis i casament amb Sita després de superar la prova d'encordar[17] un potent arc màgic. (76 cants)[18]
- Ayodhya Kanda: desterrament de l'heroi per una promesa del seu pare a una esposa.
- Aranya Kanda: llibre del bosc, on es narra la feliç vida de Rama, el seu germà i Sita. Ravana, un rakshasa (dimoni), rapta Sita amb un truc.[19]
- Kishkindya Kanda: Rama comença la recerca de la seva esposa. Ravana no pot obligar Sita a ser la seva esposa.
- Sundara Kanda: Rama s'alia amb el rei dels micos, Hanuman, per buscar Sita.
- Yuddha Kanda: Guerra entre Rama i Ravana i els aliats respectius.[20]
- Uttara Kanda: Després de la victòria, Rama recupera el seu regne, pas de Rama i Sita a l'altre món.[21]

## Datació

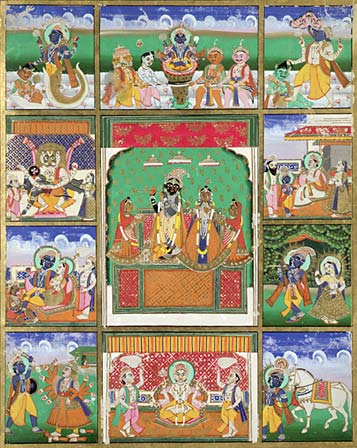
Rama (tercer esquerre des de dalt) representat al Dashavatara, els deu avatars de Vishnu. Pintura de Jaipur, ara al Victoria and Albert Museum.

Segons Robert P. Goldman, les parts més antigues del Ramayana daten de mitjans del segle VIII aC. Això es deu al fet que la narració no menciona el budisme ni el protagonisme de Magadha. El text també esmenta Ayodhya com a capital de Kosala, més que el seu nom posterior de Saketa o la capital successora de Shravasti. Pel que fa al temps narratiu, l'acció del Ramayana és anterior al Mahabharata. Les estimacions per a l'etapa més primerenca del text disponible oscil·len entre els segles VII i IV aC, amb etapes posteriors que s'estenen fins al segle iii.
Els llibres del dos al sis són la part més antiga de l'èpica, mentre que el primer i l'últim llibre (Bala Kanda i Uttara Kanda, respectivament) semblen ser addicions posteriors. Les diferències d'estil i les contradiccions narratives entre aquests dos volums i la resta de l'èpica han portat els estudiosos des de Hermann Jacobi fins al present cap a aquest consens.

## Argument
El rei Dasharatha no podia tenir fills amb cap de les seves tres esposes i per això va demanar ajuda a la divinitat. Se celebra una assemblea divina, però apareix el problema més urgent que tenen entre mans: el dimoni Ravana està destruint part de la terra i té un do pel qual cap déu, dimoni o bèstia el pot vèncer. Llavors Vixnu afirma que Ravana no està protegit de l'home i per això decideix encarnar-se en un, en el nadó d'una de les esposes de Dasharatha. Les altres dues també conceben, una a Bharata i l'altra una parella de bessons. Des de la infància, els petits són educats per a combatre i ser savis. Mentrestant un rei veí ha trobat una nena, Sita, a qui adopta. Afirma que només es casarà amb ella qui pugui tensar l'arc que ha heretat dels déus. Rama ho aconsegueix i es casa amb Sita. Igualment els seus germans prenen esposes del nou regne.
Passen els anys i arriba el moment de coronar Rama, el preferit del rei i de l'assemblea. Però la mare de Bharata recorda una promesa que li deu el seu marit i reclama que Rama sigui exiliat durant catorze anys, període durant el qual regnarà el seu fill. El vell rei no vol accedir però no pot faltar a la paraula donada i el mateix Rama accepta el seu destí i parteix de casa amb la seva esposa i el seu germà Lakshman.
El trio es refugia en un bosc. Allà Rama predica les virtuts que ha de seguir tota persona. Mentre estan al bosc Ravana apareix per atacar els seus habitants. Fa que aparegui un bell cérvol i quan Sita el segueix, la segresta. En veure la seva bellesa, li proposa que es casi amb ell i serà una dona poderosa però Sita el rebutja i és empresonada. Rama i Lakshman comencen la seva cerca, sense saber on està la llar de Ravana. Pel camí arriben al país de Hanuman, l'heroi mico. A canvi de certes missions, accedeix a enviar patrulles fins a trobar Sita, i així descobreixen que es troba a Lanka.
Hanuman s'ofereix per al seu rescat, ja que pot augmentar de mida i així córrer més ràpid. Ataca Lanka i incita, sense èxit, Ravana a alliberar Sita. Rama i Lakshman viatgen enmig de diverses aventures fins a arribar a Lanka. Allà Lakshman és ferit greument pels dimonis i Rama queda sol. Repta Ravana a un llarg i dur combat singular on acaba vencent. Sita corre a reunir-se amb el seu marit, però ell no vol acollir-la perquè dubta de la seva fidelitat. Llavors Sita demana ajuda als déus i es llança al foc, d'on és miraculosament rescatada. Aleshores Rama es convenç que és innocent i l'abraça.
Tots dos esperen que passi el temps de l'exili i tornen a casa per reclamar el tron. El poble no està convençut de la puresa de Sita malgrat el test del foc i els rumors fan que el regnat de Rama no sigui feliç. Finalment ella no pot suportar la pressió i demana que la terra se l'empassi. Tothom s'adona aleshores del caràcter diví i de la veritat i ja no dubten de la parella. Rama, però, ja és vell i decideix abandonar el món terrenal.

## Anàlisi
Els ensenyaments religiosos es transmeten a través de les aventures dels herois. La vida no té sentit malgrat l'hedonisme imperant. Rama posseeix les 16 virtuts de l'hinduisme, fet que li permet superar els dilemes morals i els perills de la seva vida. Encarna l'avatar del déu Vixnu. En la versió de Valmiki, ell mateix s'inclou com a personatge que transcriu la història de Rama, ja que l'ha sentida quan ha preguntat si existia un home plenament virtuós.
Diferents versions del Ramayana donen més paper a altres personatges, com la versió indonèsia, ja que Rama es declara sempre «només un home» i no una divinitat.

## Adaptacions al cinema
S'ha adaptat al cinema diverses vegades i en altres mitjans:
- La sèrie televisiva Siya Ke Ram
- La pel·lícula Ravaan, del 2010, dirigida per Mani Ratnam: adaptada a una història d'un gàngster, Ravana, que segresta a Sita.
- La pel·lícula d'animació Sita Sings the Blues, escrita, animada i dirigida per Nina Paley, on la història es narra de manera paral·lela a un punt de vista contemporani. Fou controvertida a l'Índia.
- La pel·lícula musical Opera Jawa, del 2007, situa la història en un ambient contemporani.
- La sèrie de còmics Ravanayan.
- La novel·la gràfica Simian, de Vikram Balagopal, on s'adapta el Ramayana junt al Mahabharata.